# 休克爾方法
休克爾方法（英語：Hückel method），又稱休克爾分子軌域法（英語：Hückel molecular orbital method，縮寫：HMO），是1930年埃里希·休克爾提出的一個計算分子軌域及能級的方式。
休克爾方法屬於原子轨道线性组合（LCAO-MO）的能量计算方法，如：乙烯、苯、丁二烯的分子π軌域的能量的计算。该方法的结论是休克爾規則的基础。休克爾方法有一個擴展的理論，是為羅德·霍夫曼提出的擴展休克爾方法，是用來計算π軌域的三維能量狀態，也被用來測試分子軌道對稱守恆原理。它後來被擴展到含有杂原子的共軛分子，例如：吡啶、吡咯和呋喃。
此理論常做為教學上的例子在許多化學教科書中出現並詳細介紹。

## 性質
休克爾方法有幾個性質：
- 只能求解共轭烃。
- 只有π軌域也就是π電子的分子軌域（MO）包括在內，因為這些因素就足以決定分子的一般性質，通常會將σ軌域的σ電子忽略。這稱為σ-π的可分離性。
- 该方法使用原子轨道线性组合（LCAO）的思想，并且运用对称性分解简并轨道的情况。有趣的一点是，该方法不需要给定参数即可求解。分子轨道的能量由α、β两个常数表示，其中α是2p轨道的轨道能（库仑积分），β是相邻p轨道的作用能（称之为共振积分）。休克尔法假定α、β对于所有轨道和p轨道作用都相等，只需根据骨架的拓扑结构便可构造行列式求解。[5]:163
- 该方法能预测一个分子中的π电子体系有多少个能级，哪些能级是简并的。该方法也可计算键级和分子偶极矩。

## 部分结果
休克尔法对一些简单分子的计算结果如下：
| 分子                                                                                              | 轨道能量       | 前线轨道 | HOMO–LUMO 能级差 |
| 乙烯                                                                                              | E1 = α - β     | HOMO     | −2β              |
| 乙烯                                                                                              | E2 = α + β     | LUMO     | −2β              |
| 丁二烯                                                                                            | E1 = α + 1.62β |          | −1.24β           |
| 丁二烯                                                                                            | E2 = α + 0.62β | HOMO     | −1.24β           |
| 丁二烯                                                                                            | E3 = α − 0.62β | LUMO     | −1.24β           |
| 丁二烯                                                                                            | E4 = α − 1.62β |          | −1.24β           |
| 苯                                                                                                | E1 = α + 2β    |          | −2β              |
| 苯                                                                                                | E2 = α + β     |          | −2β              |
| 苯                                                                                                | E3 = α + β     | HOMO     | −2β              |
| 苯                                                                                                | E4 = α − β     | LUMO     | −2β              |
| 苯                                                                                                | E5 = α − β     |          | −2β              |
| 苯                                                                                                | E6 = α − 2β    |          | −2β              |
| 环丁二烯                                                                                          | E1 = α + 2β    |          | 0                |
| 环丁二烯                                                                                          | E2 = α         | SOMO     | 0                |
| 环丁二烯                                                                                          | E3 = α         | SOMO     | 0                |
| 环丁二烯                                                                                          | E4 = α − 2β    |          | 0                |
| 表 1. 休克尔法计算结果。以上α和β均为负值， HOMO/LUMO/SOMO = 最高占据分子轨道/最低空轨道/单占轨道. |                |          |                  |

根据以上结果，丁二烯离域π键4个能级能量各不相同，基态时π电子占据能量最低的两个轨道；而环丁二烯的有两个能量相同的简并轨道，基态时各占据一个电子，成为单电子轨道。至于苯的6个能级中有两对是简并的。
链状和环状共轭系统，各能级能量有以下通式：
- 链状：{\displaystyle E_{k}=\alpha +2\beta \cos {\frac {k\pi }{(n+1)}}}

- 环状：{\displaystyle E_{k}=\alpha +2\beta \cos {\frac {2k\pi }{n}}}

Frost助记图表示的环戊二烯负离子的离域π键能级

环状体系的能级排布可用Frost助记图（Frost circle mnemonic）表示。此图中，圆心的位置能量对应为α，圆的半径对应能量为2β，以最底端（能量α+2β）为一顶点做原内接正多边形，每个顶点所对应的能量即为该环状体系各个能级的能量。对于链状体系也有类似的助记图。
休克尔法的许多结论已被实验证实：
- 紫外-可见分光光度法测得HOMO–LUMO能级间分子电子跃迁吸收光波长，并且能级差与β的数值对应，

{\displaystyle \Delta E=-4\beta \sin {\frac {\pi }{2(n+1)}}}
实验结果显示链状多烯的β值在−60至−70 kcal/mol（−250至−290 kJ/mol）之间。
- 根据库普曼斯定理，分子轨道能量可通过光电子能谱实验测得。[11]
- 休克尔离域能与实验燃烧热相关。化合物的离域能是其与假定所有π键均为定域的乙烯结构时的能量差，例如，苯的π电子能量为6α+8β，假定π键为定域时能量为6α+6β，那么其离域能为2β。
- 有一类被称为“交替烃”的分子，所谓交替烃是指其骨架碳原子在拓扑上可交替染色。[5]:165它们均有能量仅相差正负号的（例如α ± β）分子轨道。交替烃的偶极矩通常很小。相对地，另有一类分子偶极矩很大的“非交替烃”，薁、富烯诸如此类。休克尔法对交替烃的处理更准确。
- 对于环丁二烯，理论预测最高占据轨道是两个简并的能级，均为单电子占据。所有π电子数为4n的环系能级分布均属于此类。这样的分子中，SOMO的两个电子和p轨道单电子能量相同，是非常活泼的双自由基，因此这样的共轭体系不稳定。此结论是休克尔规则的来源之一。
- 通过计算前线轨道的分子轨道系数，可确定亲电试剂或亲核试剂与该分子最可能的反应位点。以及，结合分子轨道对称守恒原理，判断周环反应的立体选择规则。[5]:177-180

## 代数计算
休克尔法是里茨法用于特定体系进一步简化的结果。对其中的哈密顿矩阵H和重叠矩阵S做了激进的近似：
假定S为单位矩阵，意味着忽略轨道间的重叠积分，认为各p轨道是相互正交的，以便于将Ritz法的久期方程简化为普通的求特征值问题。
至于H = (Hij)分情况做如下处理：
对于所有碳原子，Hii = α；对于杂原子A，Hii = α + hAβ。其中hA是与杂原子有关的系数。
对于两相邻的原子轨道，若两原子均为碳，Hij = β；对于杂原子A和B，此值为kAB β，其中hAB是与杂原子A和B有关的系数。
不相邻的轨道，Hij = 0
哈密顿矩阵的各特征值为每个分子轨道能级的能量，而对应的特征向量为原子轨道线性组合的系数。对于不含杂原子的体系，休克尔法没有任何引入任何参数，而有杂原子的体系（例如吡啶），参数hA和kAB则需要用其它方法事先获知。

### 乙烯

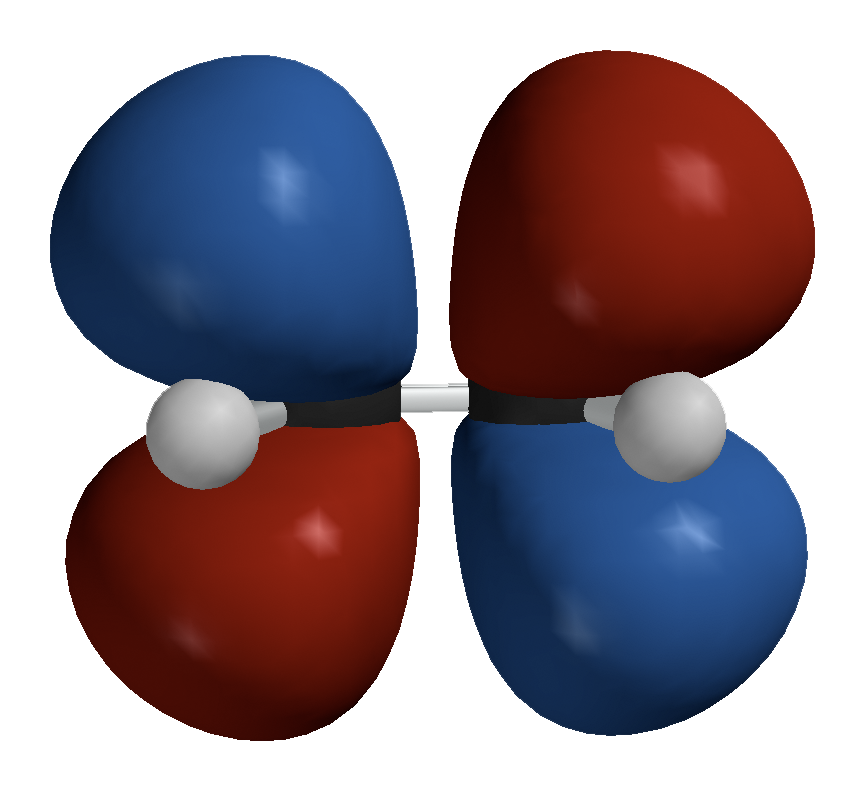
乙烯分子轨道

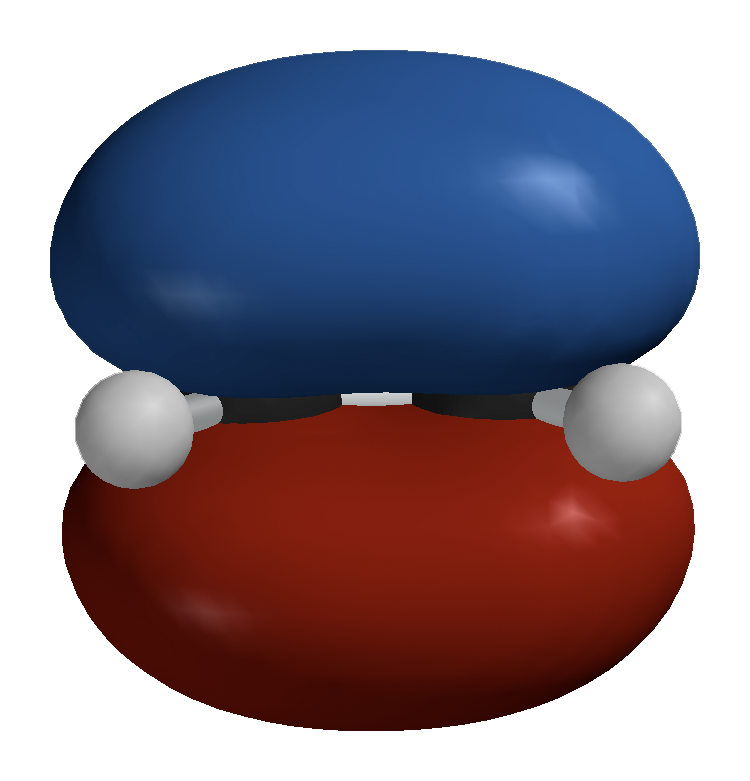
乙烯分子轨道

休克尔法对乙烯的处理，首先假定其π键的分子轨道{\displaystyle \Psi \,}是2p原子轨道{\displaystyle \phi _{1},\phi _{2}}的线性组合：
{\displaystyle \ \Psi =c_{1}\phi _{1}+c_{2}\phi _{2}}
代入薛定谔方程
{\displaystyle \ H\Psi =E\Psi }
其中{\displaystyle H\,}是哈密顿算符，{\displaystyle E\,}是分子轨道对应的能量本征值，得
{\displaystyle Hc_{1}\phi _{1}+Hc_{2}\phi _{2}=Ec_{1}\phi _{1}+Ec_{2}\phi _{2}\,}
等式两边乘上{\displaystyle \phi _{1}\,}并积分，得到
{\displaystyle c_{1}(H_{11}-ES_{11})+c_{2}(H_{12}-ES_{12})=0\,}
类似地，等式两边乘上{\displaystyle \phi _{2}\,}并积分，得到
{\displaystyle c_{1}(H_{21}-ES_{21})+c_{2}(H_{22}-ES_{22})=0\,}
其中
{\displaystyle H_{ij}=\int \phi _{i}H\phi _{j}\mathrm {d} v\,}
{\displaystyle S_{ij}=\int \phi _{i}\phi _{j}\mathrm {d} v\,}
得到的是相对于系数的线性方程组，写作矩阵形式：
{\displaystyle {\begin{bmatrix}c_{1}(H_{11}-ES_{11})+c_{2}(H_{12}-ES_{12})\\c_{1}(H_{21}-ES_{21})+c_{2}(H_{22}-ES_{22})\\\end{bmatrix}}=0}
进一步简化成矩阵的乘积：
{\displaystyle {\begin{bmatrix}H_{11}-ES_{11}&H_{12}-ES_{12}\\H_{21}-ES_{21}&H_{22}-ES_{22}\\\end{bmatrix}}\times {\begin{bmatrix}c_{1}\\c_{2}\\\end{bmatrix}}=0}
如前所述，哈密顿矩阵的对角元素{\displaystyle H_{ii}\,}称作库仑积分，而相邻原子轨道的交换积分{\displaystyle H_{ij}\,}则称共振积分。休克尔法假定所有非零的共振积分都相等，且重叠积分是克罗内克函数，{\displaystyle S_{ij}=\delta _{ij}\,}：
{\displaystyle H_{11}=H_{22}=\alpha ,\quad S_{11}=S_{22}=1\,}
{\displaystyle H_{12}=H_{21}=\beta ,\quad S_{12}=S_{21}=0\,}
原方程用以上变量替换，得到齊次多項式
{\displaystyle {\begin{bmatrix}\alpha -E&\beta \\\beta &\alpha -E\\\end{bmatrix}}\times {\begin{bmatrix}c_{1}\\c_{2}\\\end{bmatrix}}=0}
除以{\displaystyle \beta }，化为
{\displaystyle {\begin{bmatrix}{\frac {\alpha -E}{\beta }}&1\\1&{\frac {\alpha -E}{\beta }}\\\end{bmatrix}}\times {\begin{bmatrix}c_{1}\\c_{2}\\\end{bmatrix}}=0}
用{\displaystyle x}表示{\displaystyle {\frac {\alpha -E}{\beta }}}：
{\displaystyle {\begin{bmatrix}x&1\\1&x\\\end{bmatrix}}\times {\begin{bmatrix}c_{1}\\c_{2}\\\end{bmatrix}}=0}
化成此形式是为了简化计算。各能量以及系数与x的关系：
{\displaystyle x={\frac {\alpha -E}{\beta }},\quad c_{2}=-xc_{1}\,}
{\displaystyle E=\alpha -x\beta ,\quad c_{1}=-xc_{2}\,}
线性方程组有非平凡解时，
{\displaystyle {\begin{vmatrix}x&1\\1&x\\\end{vmatrix}}=0}
行列式展开，解得{\displaystyle x=\pm 1\,}。
于是各能级为
{\displaystyle E=\alpha -\pm 1\times \beta =\alpha \mp \beta }
对应的，原子轨道系数满足
{\displaystyle c_{2}=\mp c_{1}\,}
系数经归一化，得{\displaystyle c_{1}={\frac {1}{\sqrt {2}}},}，因此解得分子轨道
{\displaystyle \Psi ={\frac {1}{\sqrt {2}}}(\phi _{1}\mp \phi _{2})={\frac {\phi _{1}\mp \phi _{2}}{\sqrt {2}}}\,}
β是负的，低能级轨道——即HOMO为{\displaystyle \Psi ={\frac {1}{\sqrt {2}}}(\phi _{1}+\phi _{2})\,}，其能量为{\displaystyle \alpha +\beta }；相应地，LUMO为{\displaystyle \Psi ={\frac {1}{\sqrt {2}}}(\phi _{1}-\phi _{2})\,}，其能量是 {\displaystyle \alpha -\beta }。

### 丁二烯

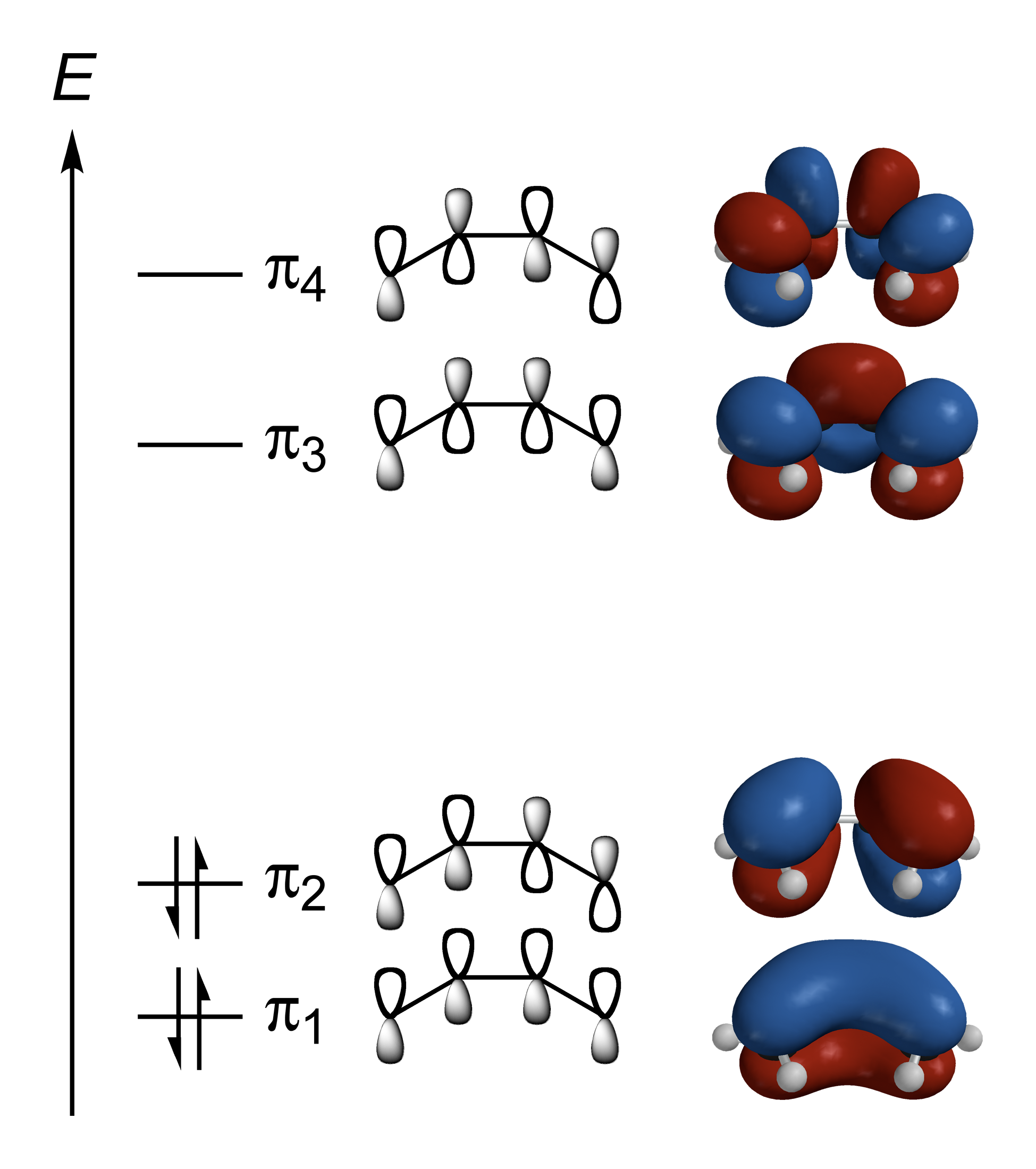
丁二烯的分子轨道

休克尔法处理更复杂的分子，方法和乙烯是类似的。对于丁二烯，分子轨道是每个2p原子轨道的线性组合：
{\displaystyle \ \Psi =c_{1}\phi _{1}+c_{2}\phi _{2}+c_{3}\phi _{3}+c_{4}\phi _{4}}
久期方程为
{\displaystyle {\begin{bmatrix}\alpha -E&\beta &0&0\\\beta &\alpha -E&\beta &0\\0&\beta &\alpha -E&\beta \\0&0&\beta &\alpha -E\\\end{bmatrix}}\times {\begin{bmatrix}c_{1}\\c_{2}\\c_{3}\\c_{4}\\\end{bmatrix}}=0}
同样用{\displaystyle x}表示{\displaystyle {\frac {\alpha -E}{\beta }}}，得行列式
{\displaystyle {\begin{vmatrix}x&1&0&0\\1&x&1&0\\0&1&x&1\\0&0&1&x\end{vmatrix}}=0}
解得{\displaystyle x=\pm 1.618,\pm 0.618}。
对于任意分子，以上久期行列式中对角元素为x，相邻的原子轨道对应的矩阵元素为1，其余为0。